# Dancing Generation
Dancing Generation (ダンシング・ゼネレーション?) è un manga spokon di Satoru Makimura ambientato nel mondo della danza moderna. L'opera è stata serializzata sulla rivista Bessatsu Margaretdi Shūeisha dal 13 marzo 1981 al 12 giugno 1982 ed è in seguito stata raccolta in quattro volumi tankōbon. Nel 1997 è stato riproposto in un'edizione bunkoban di due volumi. Makimura ha in seguito realizzato un sequel intitolato NY Bird. 

## Trama
La protagonista è la studentessa liceale Aiko Hagiwara, una ragazza come tante. Il ballo è sempre stato la sua passione e ha praticato danza classica per oltre dieci anni, ma ormai quel mondo è molto distante dalla sua vita e da molto non si esercita né pratica più. Un giorno accompagna un'amica ad un'audizione per un posto di ballerina in un musical e incontra il famoso ballerino jazz Takashi Kanzaki, giudice dei provini. Nessuno dei partecipanti riesce a qualificarsi per la parte, ma Kanzaki contatta ugualmente Aiko per scritturarla per il suo nuovo progetto personale, sta infatti  organizzando un gruppo di ballo per una rappresentazione moderna e dinamica e ha reclutato artisti da tutto il mondo.

## Altri media
Nel 1982, in concomitanza con la fine della pubblicazione, Shueisha ha realizzato insieme alla casa discografica Philips Records un disco in vinile e LP dedicato a Dancing Generation.